# Hypoponera zwaluwenburgi
Hypoponera zwaluwenburgi es una especie de hormiga del género Hypoponera, subfamilia Ponerinae. 

## Distribución
Esta especie se encuentra en los Estados Unidos y Singapur.